# 三ツ口駅
三ツ口駅（みつくちえき）は、石川県能美郡辰口町三ツ口町（現・能美市）に位置していた、北陸鉄道能美線の駅（廃駅）である。
浅野川線にも同音の三口駅が存在し、1980年に当駅が廃駅となるまでは、私鉄としては一事業者に同音の駅名が複数存在する唯一の例であった。

## 歴史
- 1925年（大正14年）6月5日：能美電気鉄道により三口駅として開業。
- 1938年（昭和13年）10月27日（届出）：ホーム擁壁を木造からコンクリートに変更、ホーム長を9 m144 cmから15 mに延伸[1]。
- 1939年（昭和14年）8月1日：金沢電気軌道が能美電気鉄道を吸収合併。
- 1941年（昭和16年）8月1日：北陸合同電気（現在の北陸電力）が金沢電気軌道を合併。
- 1942年（昭和17年）3月26日：事業譲渡により北陸鉄道となる。
- 1946年（昭和21年）以降：三ツ口駅に改称[2][注釈 1]。
- 1980年（昭和55年）9月14日：能美線廃止に伴い廃駅。

## 駅構造
片面ホームの1面1線を有する地上駅である。ホーム上には木造の待合室があった。終始無人駅だった。
地元では、当駅近くを通過する電車のレールがきしむ音で正確な時刻を知らせる、時計台のような役割をしてくれていたという。

## 現状
現在、廃線跡はヘルスロードとして整備されており、桜並木が続いているが、駅跡は再整備されていない。

## 隣の駅
北陸鉄道
能美線
宮竹駅 - 三ツ口駅 - 加賀岩内駅